# Ушаковка (Темниковський район)
Ушако́вка (рос. Ушаковка, ерз. Ушаковка) — селище у складі Темниковського району Мордовії, Росія. Входить до складу Старогородського сільського поселення.
Населення — 95 осіб (2010; 111 у 2002).
Національний склад (станом на 2002 рік):
- росіяни — 61 %
- мокшани — 30 %